# Talorchestia martensii
Talorchestia martensii is een vlokreeftensoort uit de familie van de Talitridae. De wetenschappelijke naam van de soort is voor het eerst geldig gepubliceerd in 1892 door Weber.